# Bahía Blanca
Pour les articles homonymes, voir Bahia (homonymie).
Bahía Blanca (en français : « baie blanche ») est une ville de la province de Buenos Aires, en Argentine. Elle est située près de l'océan Atlantique, à environ 650 km au sud-ouest de Buenos Aires, la capitale fédérale.
La ville, où il y avait 301 000 habitants en 2010, a un important port de mer (Ingeniero White), dont la profondeur de 12 m est constante sur presque toute la longueur de la baie - qui est en réalité un estuaire - où coule le courant du Naposta, tel un fleuve. Son nom, la « baie blanche », provient de la couleur du salpêtre qui couvre les terrains qui bordent la côte. La ville est le chef-lieu du partido homonyme, le partido de Bahía Blanca.

## Histoire
Bahía Blanca est fondée comme place forte le 11 avril 1828 par le colonel Ramón Bernabé Estomba (es) sous les ordres du brigadier général puis gouverneur de la province de Buenos Aires Juan Manuel de Rosas. La ville qui se développe autour est nommée Nueva Buenos Aires, mais d'autres noms lui sont également donnés : Fort Argentino ou Fortaleza Protectora Argentina[réf. nécessaire] (en français : place forte protectrice argentine). Le poste militaire joue un rôle de protection contre les attaques des indigènes et contre les attaques côtières, la marine du Brésil ayant débarqué dans la région l'année précédente. La place forte est plusieurs fois attaquée par les malones (tribus d'indigènes nomades montés à cheval), surtout en 1859 par 3 000 guerriers du chef mapuche Calfucurá.[réf. nécessaire]
Charles Darwin y fait un séjour en 1833 lors de son tour du monde sur le HMS Beagle.[réf. nécessaire]
Georges Claraz s'installe quelques années à Bahia Blanca, d'où il part pour explorer le nord de la Patagonie en 1865.[réf. nécessaire]
La ville commence à gagner en importance commerciale après la construction en 1884 d'un chemin de fer reliant la ville à Buenos Aires (Ferrocarril del Sud) et d'un port
, favorisant le commerce du grain provenant de la pampa. Philip Henderson (1881-1939), ingénieur assistant chez Livesey, Fils et Henderson (en) à partir de 1904, est envoyé en Argentine de 1906 à 1908 comme assistant de l'ingénieur en chef pour la construction d'un dock portuaire, d'un môle et un ascenseur (portuaire), et d'une centrale électrique de 3 000 kW.
Le président José Evaristo Uriburu signe un décret secret ordonnant la construction de la base navale de Puerto Belgrano, située à 29 km au sud-est. L'ingénieur italien Luigi Luiggi (es) en conçoit les plans et dirige la construction à la fin du XIXe siècle (du 12 décembre 1898 au 8 mars 1902).
À la fin du XIXe siècle et au début du XXe siècle, des milliers d'immigrants (Italiens, Espagnols, Français, Britanniques, Croates et des contingents importants d'Europe centrale et orientale et Moyen-Orient) arrivent et changent le visage de la ville : en 1905, 52 % de la population est étrangère. En même temps, la ville s'orne de magnifiques bâtiments publics et privés qui lui donnent son empreinte européenne.[réf. nécessaire]
La croissance rapide de l'économie locale, les lois très libérales de l'Argentine envers l'immigration européenne et l'abondance des ressources naturelles du pays ont attiré de nombreux immigrants, surtout d'Espagne et d'Italie et un certain nombre de Français qui s'installent à Pigüé, à environ 125 kilomètres vers le nord. En 1984 ils reçoivent la visite du président François Mitterrand accompagné du président argentin Raúl Alfonsín.[réf. nécessaire]
Une autre colonie étrangère importante est celle des immigrants néerlandais, à Tres Arroyos, à environ 250 kilomètres vers le nord-est. Ils ont récemment[Quand ?] reçu la visite de la reine Béatrix des Pays-Bas, du prince-héritier Willem-Alexander et de son épouse la princesse Máxima, née Máxima Zorreguieta à Buenos Aires, où elle a habité et étudié. Un nombre important d'immigrés allemands et aussi juifs d'Europe de l'Est se sont installés aussi en ville et dans la région qui l'entoure, au début du XXe siècle et pendant et après la Seconde Guerre mondiale.[réf. nécessaire]
En 1929, l'Aeroposta Argentina commence ses vols réguliers pour le transport de courrier puis de passagers. L'écrivain et pilote français Antoine de Saint-Exupéry, directeur de la compagnie, vit dans la ville de Bahía Blanca en 1929 et en 1931. Pendant cette période, il explore de nouvelles routes pour relier la Patagonie au reste du pays, dont la première étape comprend des vols entre Bahía Blanca et Comodoro Rivadavia. Saint-Exupéry pilote le vol inaugural de cette route. Ce pionnier de l'aviation civile publie en 1930 son livre Vol de nuit dans lequel il a enregistré ses expériences en tant que pilote et directeur de la compagnie aérienne argentine. Ce service aérien est le premier de la région.[réf. nécessaire]
Vers 1980, la ville se dote d'un complexe pétrochimique important pour l'époque.

## Climat

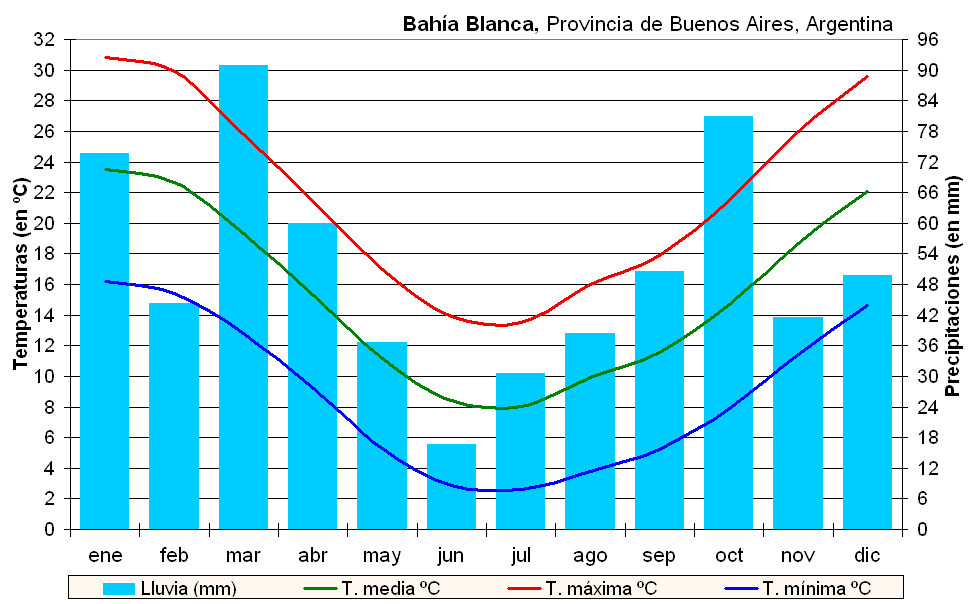
Climogramme de Bahía Blanca

La ville se trouve à la limite entre la Pampa humide, où le climat est influencé par l'océan Atlantique, et la Patagonie plus sèche. L'été est très chaud et l'hiver tempéré. L'humidité est médiane entre Pampa et Patagonie. Les précipitations se trouvent dans la tranche de 500 à 600 mm annuelle et sont plus fréquentes l’été. Les températures moyennes varient de 10 à 25 °C. Il ne neige pas en hiver.

## Aujourd'hui

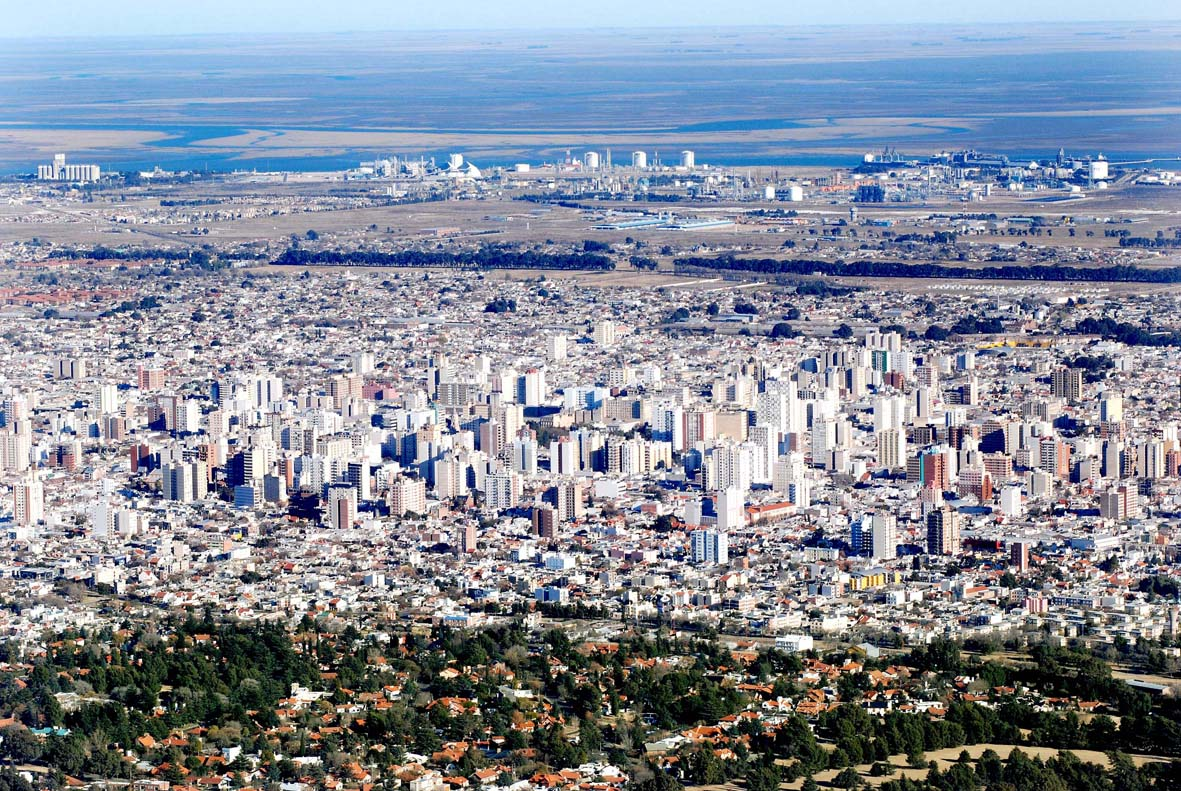
Vue aérienne de Bahía Blanca. Au fond, le port d'Ingeniero White

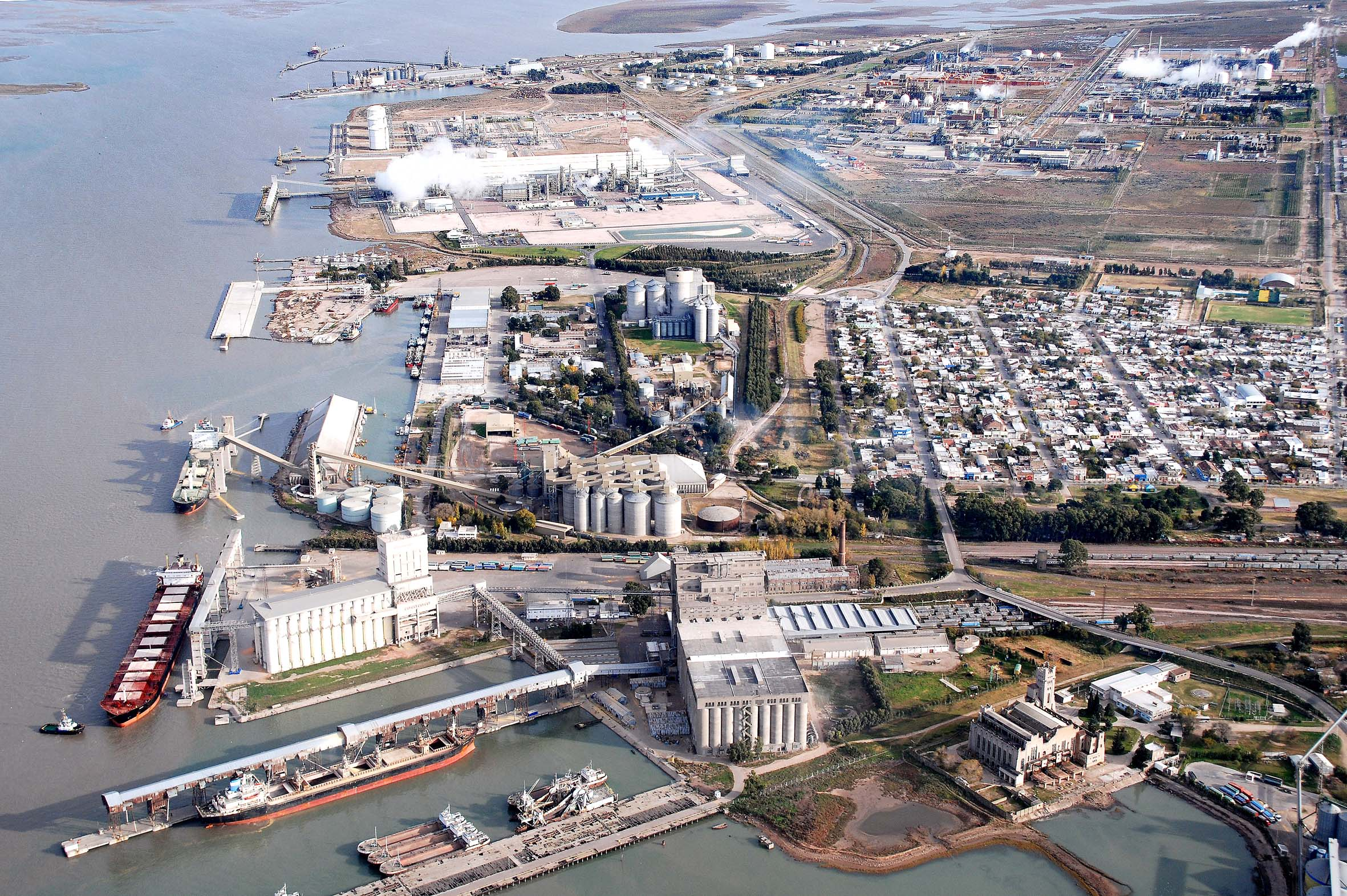
Le port d'Ingeniero White

Bahía Blanca est un centre commercial d’importance, où on fait le commerce d'exportation des grains et des laines du secteur méridional de la province de Buenos Aires, le pétrole de la province de Neuquén, et les fruits de la vallée de Río Negro. Son groupe de ports de mer est l'un des plus importants dans le pays, principalement parce qu'ils sont les seuls qui comptent naturellement de 10 mètres de profondeur, bien qu'ils soient maintenus à 12,9 mètrespar l'entretien régulier.
Sur le long du rivage du nord-est de la baie, ces ports sont Puerto Ingeniero White pour les grains, et Puerto Galván, plus petit, qui se spécialise en huile de tournesol et de soja, et produits chimiques tels que l'urée dont un des producteurs industriels le plus grand du monde, Profertil, est situé là. Entre ces deux ports principaux, plusieurs usines industrielles et chimiques utilisent leurs propres quais.
Deux centres commerciaux sont situés à la périphérie de la ville et beaucoup de magasins au centre-ville même sont tout à fait en activité en offrant une variété de marchandises et produits de première ligne. Il y a également une variété de supermarchés, dont certains ont été fondés d'après des initiatives locales et régionalement développés et aussi des branches des compagnies internationales.
La plupart des magasins sont ouverts toute la semaine, si bien qu'il est maintenant à l'étude que les entreprises et les magasins soient fermés le dimanche parce que les syndicats locaux le souhaitent. Le maire de ville semble également favoriser cette initiative.

## Transport

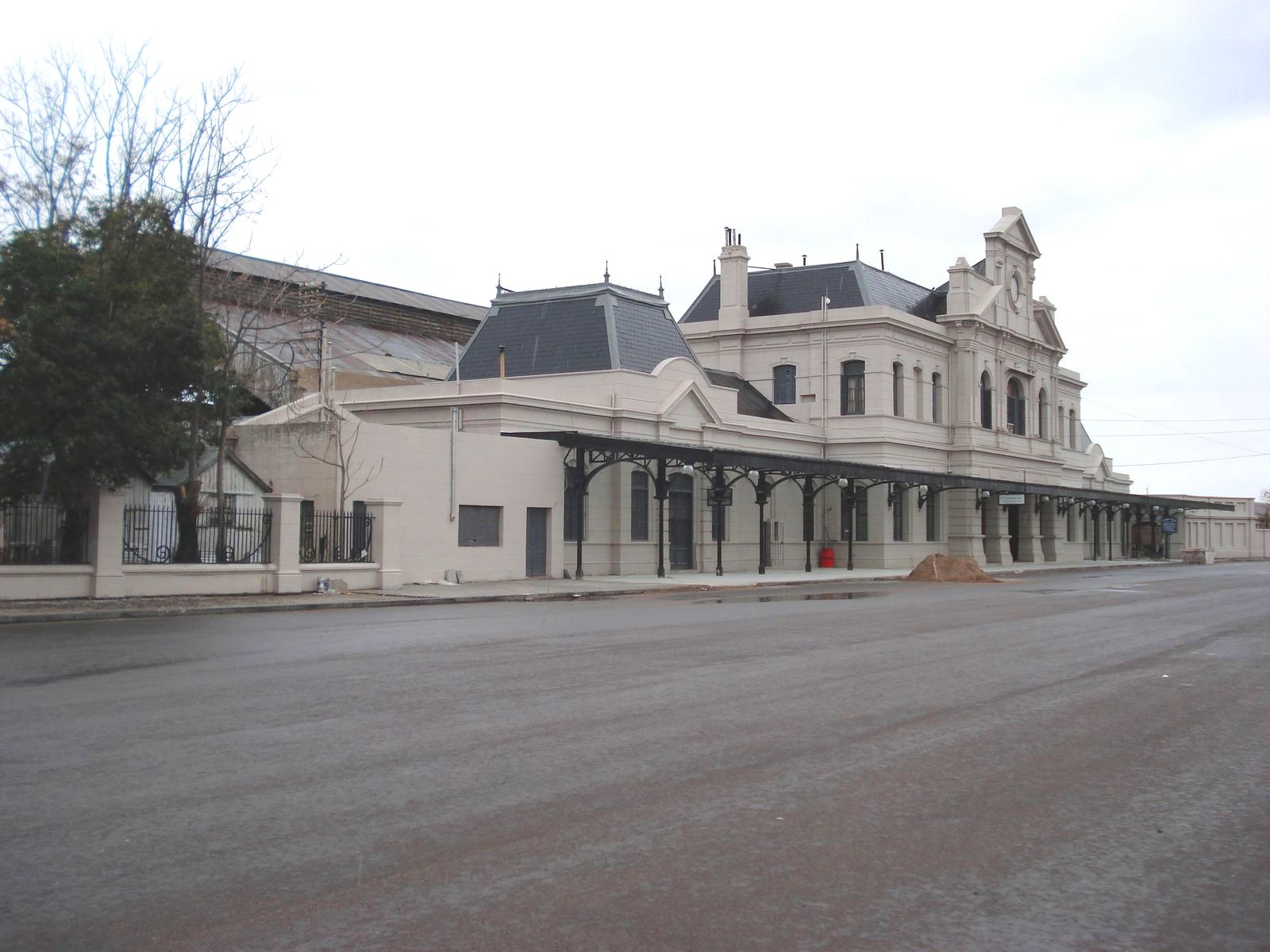
Gare de Bahía Blanca

### Transport interurbain
La ville est accessible par train et par autobus voyageur.

#### Train
La Estación Bahía Blanca Sud est la gare de la ville. Le Ferrocarril General Roca relie la garePlaza Constitucíon (Buenos Aires) et la ville de Stroeder avec Bahía Blanca. La gare a six voies pour les trains passagers Ferrobaires, propriété du gouvernement provincial de Buenos Aires.

#### Omnibus
Le nouveau terminal Omnibus de Bahía Blanca, située à 2 km de la gare Bahía Blanca Sud, connecte la ville avec les autres villes d'Argentine et des pays limitrophes. C'est une infrastructure importante de la ville puisqu'elle permet de voyager dans la partie nord du pays ainsi que dans les régions patagonienne. Le terminal a été inauguré le 8 novembre 2008.

### Transport urbain
La ville possède 18 lignes d'autobus couvrant 100 % du territoire municipal et environnant. Les compagnies offrant ce service sont:
- Transporte El Villarino: 319.
- Rastreador Fournier (Lemos y Rodríguez S.A.): 500, 505, 507, 513, 514, 519.
- Empresa Bahía Transporte SAPEM: 502, 504, 519A.
- Empresa Transporte Automotor San Gabriel S.A.: 503, 506, 509, 512, 513 Expreso, 516, 517, 518.

### Transport aérien
Bahía Blanca possède un aéroport (Comandante Espora, code AITA : BHI). Il est situé à 12 km du centre-ville.

## Éducation et culture
La ville s’est développée aussi dans des aspects culturels et éducatifs bien sûrement par l'influence européenne de ses habitants. Il y avait cinq théâtres au début du XXe siècle et plusieurs cinémas. 

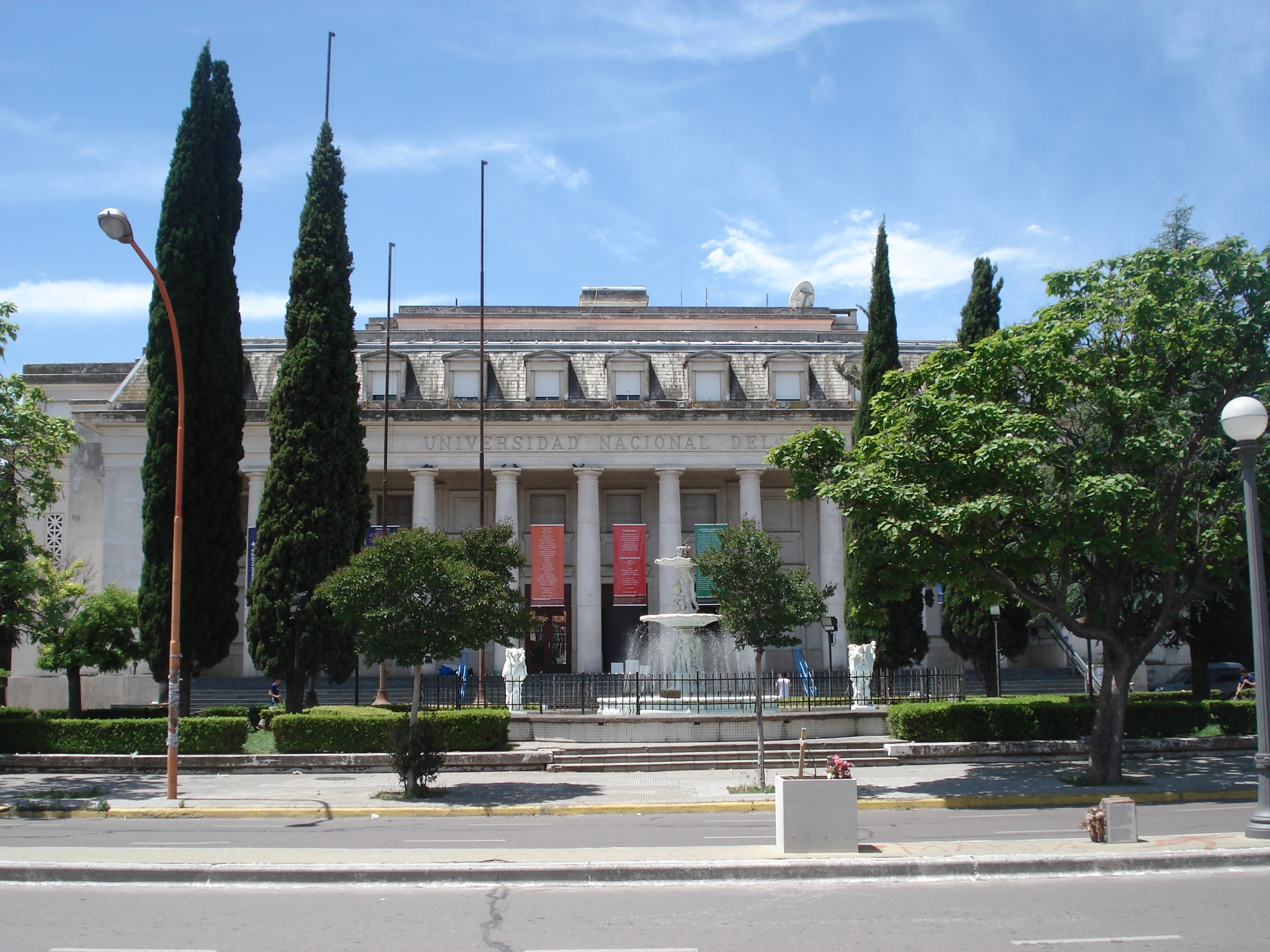
Université nationale du Sur

Maintenant il y a un orchestre symphonique permanent, un groupe de Ballet Classique (Ballet del Sur), un Institut d'Enseignement Supérieur qui va devenir une université dans peu de temps (Instituto Juan XXIII, la future université Don Bosco), un Institut Tertiaire des Sciences Humaines (Instituto Avanza) et deux universités nationales : Universidad Tecnologica Nacional (Université Technologique Nationale), consacrée principalement aux sciences exactes pour les étudiants qui travaillent, avec des activités formelles en soirée, et une Université Nationale importante nommée l'Université Nationale du Sud (Universidad Nacional del Sur), fondée en janvier 1956, avec les instituts internationalement reconnus associés à la recherche en sciences biologiques et biochimiques et sciences technologiques dont un des directeurs, Dr Francisco Barrantes, réputé et bien connu dans le monde scientifique d'après ses recherches sur des protéines, a été choisi comme membre du Conseil Exécutif de l'Académie des Sciences d'Amérique Latine dès 2006 jusqu'en 2012. Ce sont l'INIBIB et l'Instituto de Oceanografía, parmi d'autres. Les deux universités nationales sont gratuites pour tous les étudiants. On accorde l'éducation libre par l'État bien qu'il y ait des écoles privées.

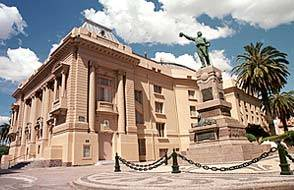
Théâtre Municipal de Bahía Blanca

Il y a plusieurs musées dans la ville qui incluent le Musée du Port, le Musée d'Histoire Naturelle, le Musée des Beaux-Arts et le Musée d'Arts Contemporains, ce dernier dirigé par Betiana Gerardi. Il vaut la peine de visiter le musée de l'Armée, organisé par le Commando de V Cuerpo de Ejército, où on peut admirer une recréation miniaturisée de la Place Forte originale, faite par César Puliafito, et des objets d'intérêt historique.
On y trouve aussi une bibliothèque avec des documents d'importante valeur historique similaire au celle des Salésiens de Don Bosco. Il est important de se souvenir que la civilisation de la Patagonie a été effectuée principalement par les militaires et par les prêtres Salésiens, raison pour laquelle tous les deux ont des magnifiques collections de documents.
Les autres centres d'intérêt incluent la banlieue Inglés ('quartier anglais ') où ont habité les employés et les techniciens Britanniques qui ont construit les chemins de fer et les ports. Le quartier de Harding Green est une banlieue où les directeurs de chemin de fer et de port ont habité.

### Hymne à Bahía Blanca
Le Himno a Bahía Blanca fut écrit et mis en musique par Carlos Alberto Leumann et Pascual De Rogatis, artistes qui curieusement ne sont pas originaires de la ville. L'œuvre fut projetée pour la première fois au Teatro Municipal par l'orchestre dirigé par maestro Luis Bilotti avec la participation de la chorale de l'Escuela Normal Mixta au gala commémoratif du 100e anniversaire de la ville le 11 avril 1928.

« Himno a Bahía Blanca
LetraCarlos A. Leumann
MúsicaPascual de Rogatis
Por nacer entre océano y pampa,
con el cielo por límite azul,
a infinita grandeza te orientas
y es tu nombre una imagen de luz.
Mensajero tal vez de los Andes
tu barranco se yergue ante el mar,
para un cóndor audaz cuyo vuelo
te llamase a progreso inmortal.
Avanzada de vida es ahora
en la patria tu ingente labor;
por la patria tu impulso es un vuelo,
por la patria tu vida es amor.
Coro
Entre el mar infinito y la pampa
vas creciendo, animosa ciudad,
y en la imagen de luz de tu nombre
se presiente tu gloria mundial. »

### Célébrations locales
| Date           | Nom                                           | Caractérisitiques |
| -------------- | --------------------------------------------- | --- |
| 5 avril        | Fête de la crevette.                          | Biennal. Les chefs culinaires des meilleures équipes de football de la ville mesurent leur rivalité dans de géantes casseroles, préparant des mets traditionnels (cazuelas, paellas, cornalitos et rabas). |
| 11 avril       | Anniversaire de la fondation de Bahía Blanca. | Ils commémorent l'anniversaire de la ville, autrefois appelée Fortaleza Protectora Argentina par le colonel Ramón Bernabé Estomba le 11 avril 1828. Ce fort avait pour but de protéger les vivres contre les Indiens, et la côte contre la flotte brésilienne. Elle obtint le titre de ville le 22 octobre 1895. |
| 20 juin        | San Silverio, saint patron des pêcheurs.      | Le 20 juin de chaque année, la communauté de pêcheurs d'Ingeniero White, composée surtout d'immigrants Napolitains, célèbrent la fête de son saint patron par un festin qui commence à l'aube et qi dure toute la journée.                                                                                       |
| 24 septembre   | Jour de Notre Dame de Miséricorde.            | Patronne de la ville. |
| 4 au 7 octobre | Feête Nationale de Tango "Carlos Di Sarli"    | Annuel. A commencé en 2011. |
| 4 octobre      | Exposition Rurale Villa Bordeu                | Annuel. |

### Personnes célèbres

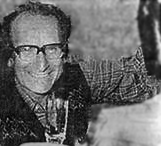
César Milstein

- César MilsteinPrix Nobel : César Milstein est né et a grandi à Bahía Blanca, puis est allé à l'Université de Buenos Aires, commençant ses recherches en biochimie à l'Institut Malbran ; après quoi il est allé au Royaume-Uni, devenant professeur à l'Université de Cambridge, où il a reçu le prix Nobel pour la découverte et le développement des anticorps monoclonaux pour lesquels il n'a enregistré aucun brevet, ce qui aurait pu le rendre très riche. Il estima que sa découverte était la propriété intellectuelle de l'Humanité et n'avait qu'un intérêt scientifique et non pas économique pour lui-même.
- Écrivains : Eduardo Mallea, Guillermo Martínez, Mario Ortiz, Luis Sagasti, Ignacio Molina, Sergio Raimondi, Omar Chauvié.
- Athlètes : Lautaro Martinez, Ángel Cappa, Alfio Basile, Daniel Bertoni, Emanuel Ginóbili, Juan Ignacio Sánchez, Alejandro Montecchia, Juan Alberto Espil, Hernán Monténégro, Rodrigo Palacio, Martín Perpetua, Ernesto Lazzatti, Guido Pella, Sergio Santos Hernández, Lucas Benamo, Ramiro Scuncio, Germán Pezzella, Martín Aguirre, Bernardo Stortoni, le marathonien Armando Sensini, Perla Muñoz, l’athlète olympique Gustavo Aguirre y Gabriel Simón, joueur d’échecs Héctor Rossetto, la golfeuse Susana Garmendia, Alberto Pedro Cabrera.
- Musiciens : Carlos di Sarli, Abel Pintos, Jorge Maronna, Zambayonny, Diego Savoretti, Enrique Ortiz, chanteur de tango, Roberto Achaval, Armando Lacava, Luis Bonnat, Gaby "la voix sensuelle du Tango", Nora Roca, Samuel Kerlleñevich, Carlos Visnivetski, percussionniste renommé Ramiro Musotto, chanteur et compositeur Milton Amadeo, Xavier Inchausti, violoniste, Hernán Kerlleñevich.
- Entrepreneurs : José Lamberti[7]  (n. ca. 1850), lié à Catalina Niello (n. ca. 1860), un hôtelier qui acheta de T. Dumont en 1881[8]  l’hôtel du même nom qui fut renommé le Londres[9], avec son frère Antonio Lamberti, aussi membre de la Sociedad Rural de Bahía Blanca depuis 1897[10], et qui intégra également le comité exécutif du Tiro Federal et de la loge Valle de la Estrella Polar[11]. L’hôtel fut légué en 1920 à son fils entrepreneur Ítalo Luis Lamberti[12] (n. Bahía Blanca, ca. 1880) qui l’administra par la suite et fut également 10e auxiliaire de la Dirección General de Rentas jusqu’au 31 janvier 1947[13]. Il maria sa cousine Clementina Piazza, et un de leurs enfants fut le colonel de cavalerie José Ítalo Lamberti[14]  (n. Buenos Aires, 10 mars 1913).
- Philanthrope : Naty Petrosino.

## Religion

Cathédrale Notre Dame de la Miséricordie

La ville possède une cathédrale néoclassique, siège de l'archidiocèse de Bahía Blanca (Archidioecese Sinus Albi), qui comprend une région assez vaste. L'archevêque est, depuis avril 2003, Guillermo José Garlatti dont le Pallium a été imposé par le Pape Jean-Paul II lors d'une messe formelle de l'imposition à la place Saint-Pierre le 28 juin 2003, le jour de saint Pierre et saint Paul.
La plupart des habitants de Bahía Blanca sont catholiques. La ville compte plusieurs temples protestants et une synagogue, mais aucune mosquée, bien qu'il y ait des musulmans. La tolérance religieuse est pratiquée sans discrimination par croyance, une situation générale en Argentine.

## Architecture
L'architecture de Bahía Blanca rappelle celle de l’Europe. Les bâtiments publics tels que Banco de la Nación, la Chambre de Commerce de Bahía Blanca (la bourse des valeurs), la Poste principale, la Bibliothèque Bernardino Rivadavia, l'ancien bâtiment du journal local La Nueva Provincia, l'hôtel de ville, le Rectorat et des Départements (Facultés ou Écoles) universitaires de l'Universidad del Sur, de sa « Maison de la Culture » et de Teatro municipal (le théâtre principal de la ville), parmi d'autres, sont magnifiques, la plupart très bien préservés. Certains montrent clairement l'influence néoclassique française (L'École de beaux-arts, Paris).

De nombreux gratte-ciels se trouvent partout, principalement près du centre-ville. Les appartements qu'on y peut trouver, dont les prix sont extrêmement variés, sont acceptés par des gens comme alternative pour habiter près de presque tout en ville, sans devoir parcourir des longues distances.

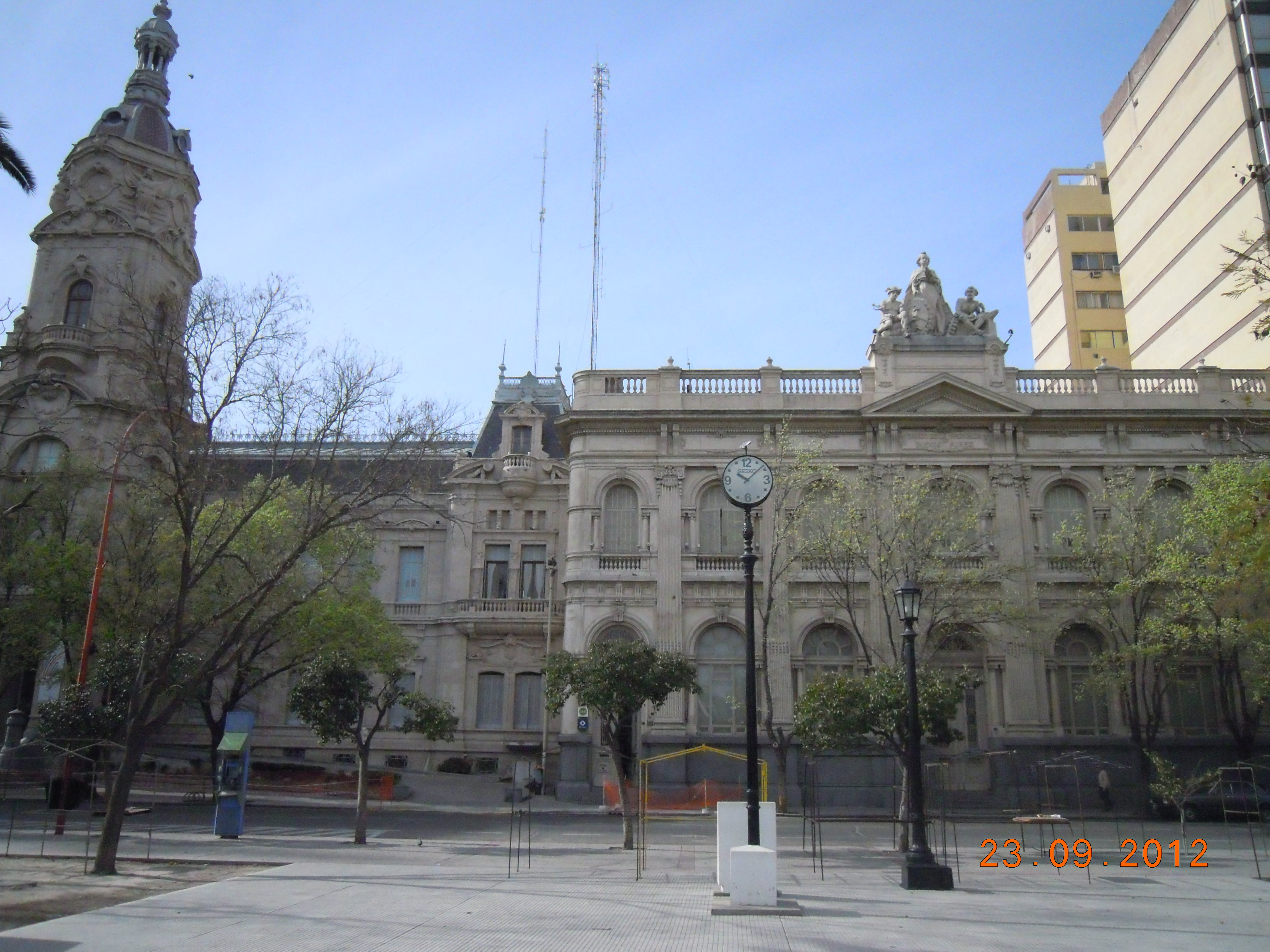
Hôtel de Ville et ancienne Banque Provinciale

## Loisirs
Sur la côte, près de la ville, il y a des endroits de récréation tels que « Balneario Maldonado » et « Colón », bien que les caractéristiques de l'estuaire, protégé par la loi comme réserve naturelle, ne soient pas idéales comme plages, de manière que, pour en trouver, les habitants de Bahía Blanca doivent se déplacer vers la limite sud-est de l'estuaire même, à peu près 100 kilomètres du centre-ville par autoroute, où se situent Pehuén-Có et Monte Hermoso. Toutes les deux sont des plages populaires avec de l'eau chaude et du sable presque blanc avec une très bonne organisation touristique.

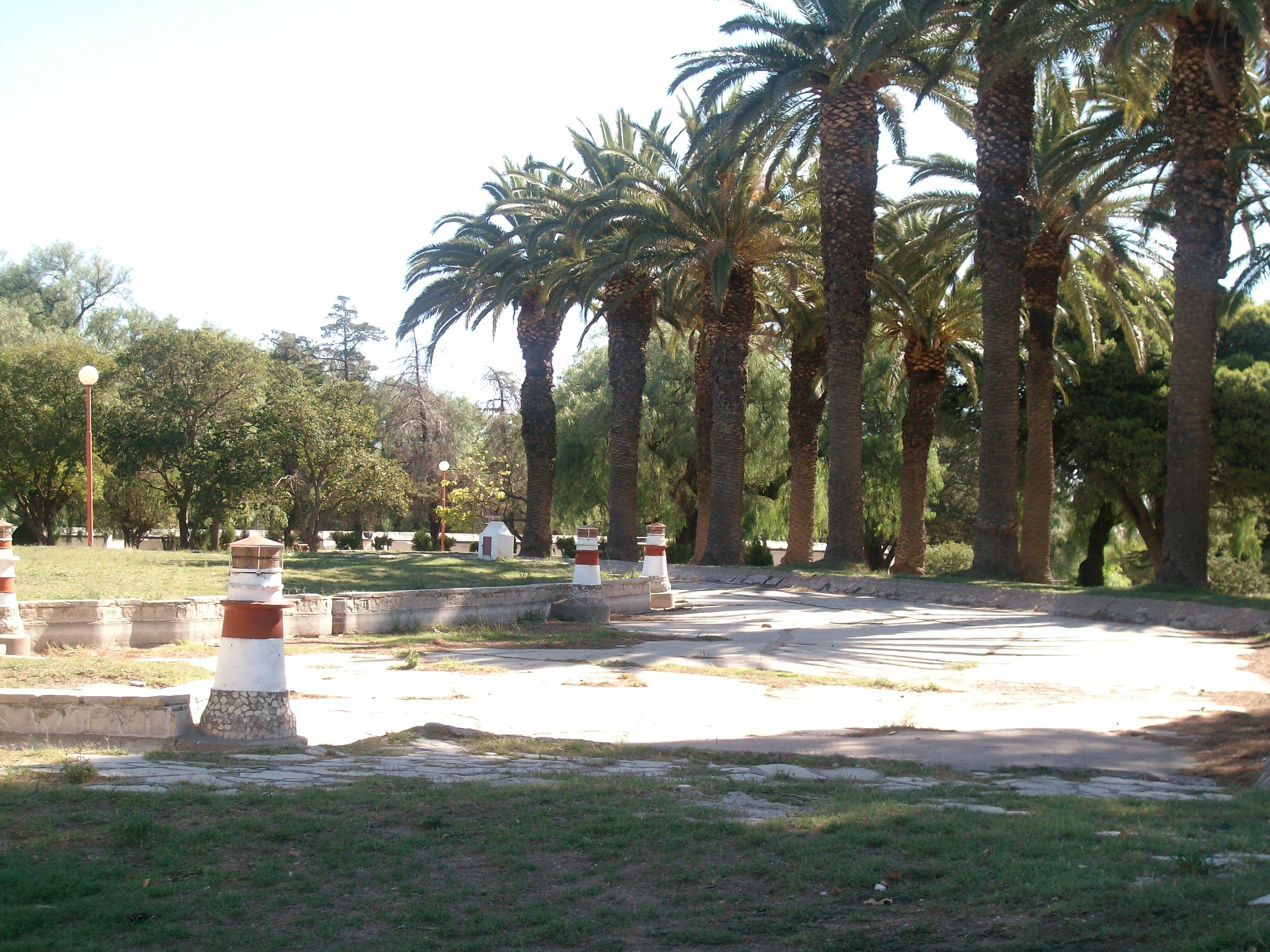
Parc Independencia.

Ceux qui préfèrent la montagne peuvent la trouver à environ 100 km vers le nord, où se situe un massif de collines dont les points culminants sont Cerro de la Ventana (1 136 mètres) et Cerro Tres Picos (1 243 mètres), aussi une région où le tourisme est développé.

## Sports
Depuis les années 1950, Bahía est considérée comme la capitale du basket-ball de l'Argentine. Emanuel Ginóbili (NBA, San Antonio Spurs, Texas) et Juan Ignacio Sánchez, tous les deux jouant actuellement, sont bien connus aux niveaux national et international et ont été membres de l'Estudiantes de Bahía Blanca. Alberto Cabrera, décédé, et Atilio Fruet, retiré, sont aussi, parmi d'autres, des figures connues aux niveaux local et national.
Les principales équipes de football de la ville sont Olimpo, qui évolue en première division depuis 2010, et Villa Mitre. L'ex-sélectionneur de l'Argentine Alfio Basile est également un bahiense.
On peut aussi jouer au golf et au tennis, fierté de bon nombre de résidents.
On pratique également le rugby, une équipe s'est même rendue en France en 2007 (lycée Pau-Montardon, Pyrénées-Atlantiques) pour disputer le tournoi international de rugby catégorie junior, dans lequel elle a terminé quatrième. Participant à la coupe du monde de rugby 2007, qui se déroulait également en France, l'Argentine a terminé 3e, un exploit sachant qu'elle n'avait jamais atteint ce niveau de la compétition (victoire en petite finale).

## Santé, publications et bibliothèques

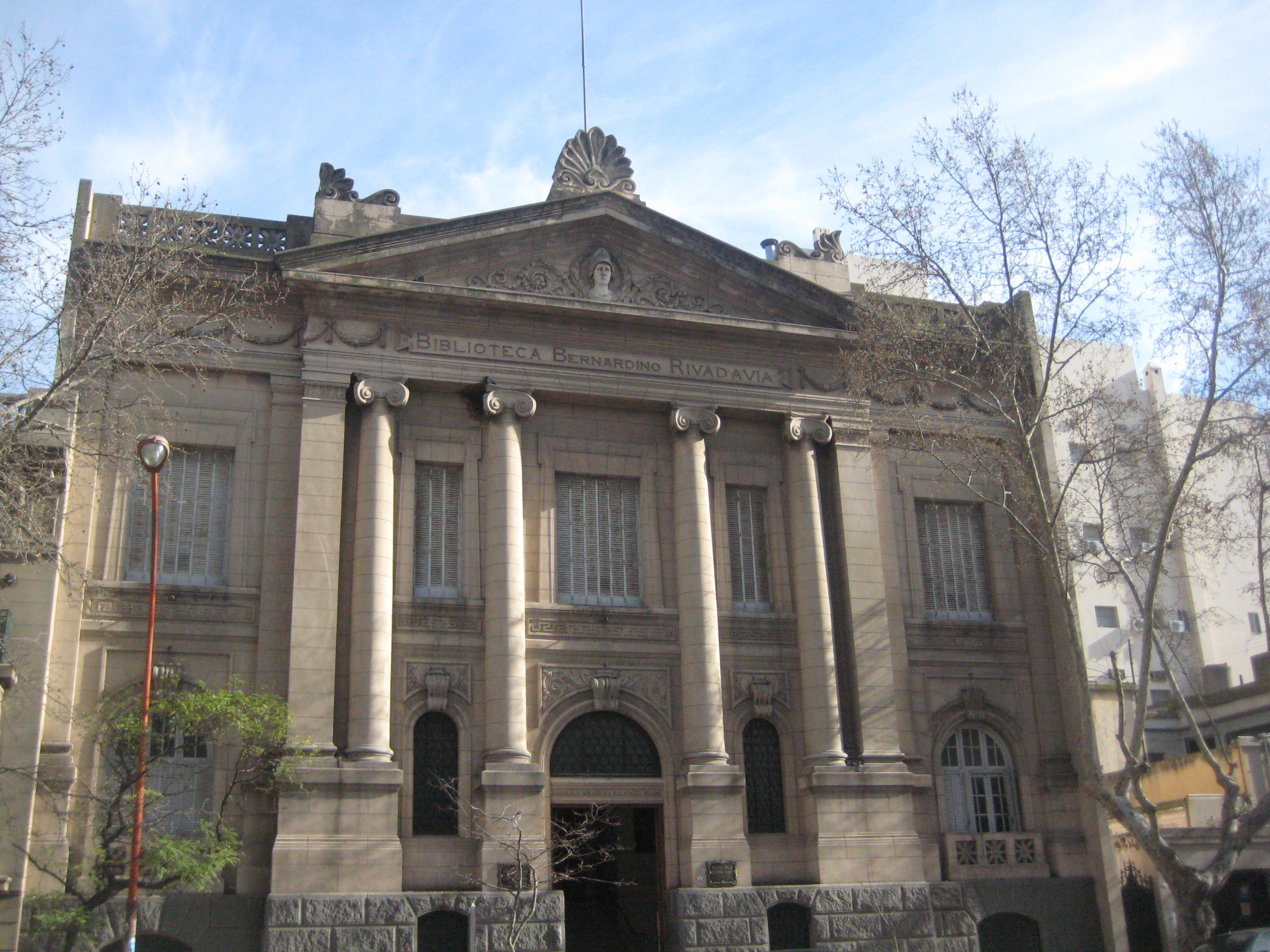
Bibliothèque Publique Bernardino Rivadavia.

Le taux d'analphabétisme de la ville, comme le taux de mortalité néonatal, se trouvent parmi les plus bas du pays.
Il a deux hôpitaux d'importance dans la ville. L'un est provincial-régional. C'est l'Hospital Interzonal Dr Jose Penna. L'autre, municipal, est l'Hospital Municipal Dr Leonidas Lucero. Tous les deux sont des centres de complexité tertiaire où des malades de toute la région sont envoyés. Le système public de santé est gratuit pour n'importe quel résidant juridique de la nation, et sont sous la responsabilité de la Province de Buenos Aires et de la Mairie. Il y a une chaîne de cabinets de consultation publique et gratuite distribués dans toute la ville et la région qui travaillent dirigés et coordonnés par le Ministère même, sous la responsabilité d'un délégué à Bahia Blanca (Zona Sanitaria I), et l'administration de ville sous la surveillance du Secrétaire de la santé nommé directement par le Maire de Ville. Il y a également les établissements privés de santé à Bahia Blanca, où on peut compter sur un médecin pour 266 habitants.

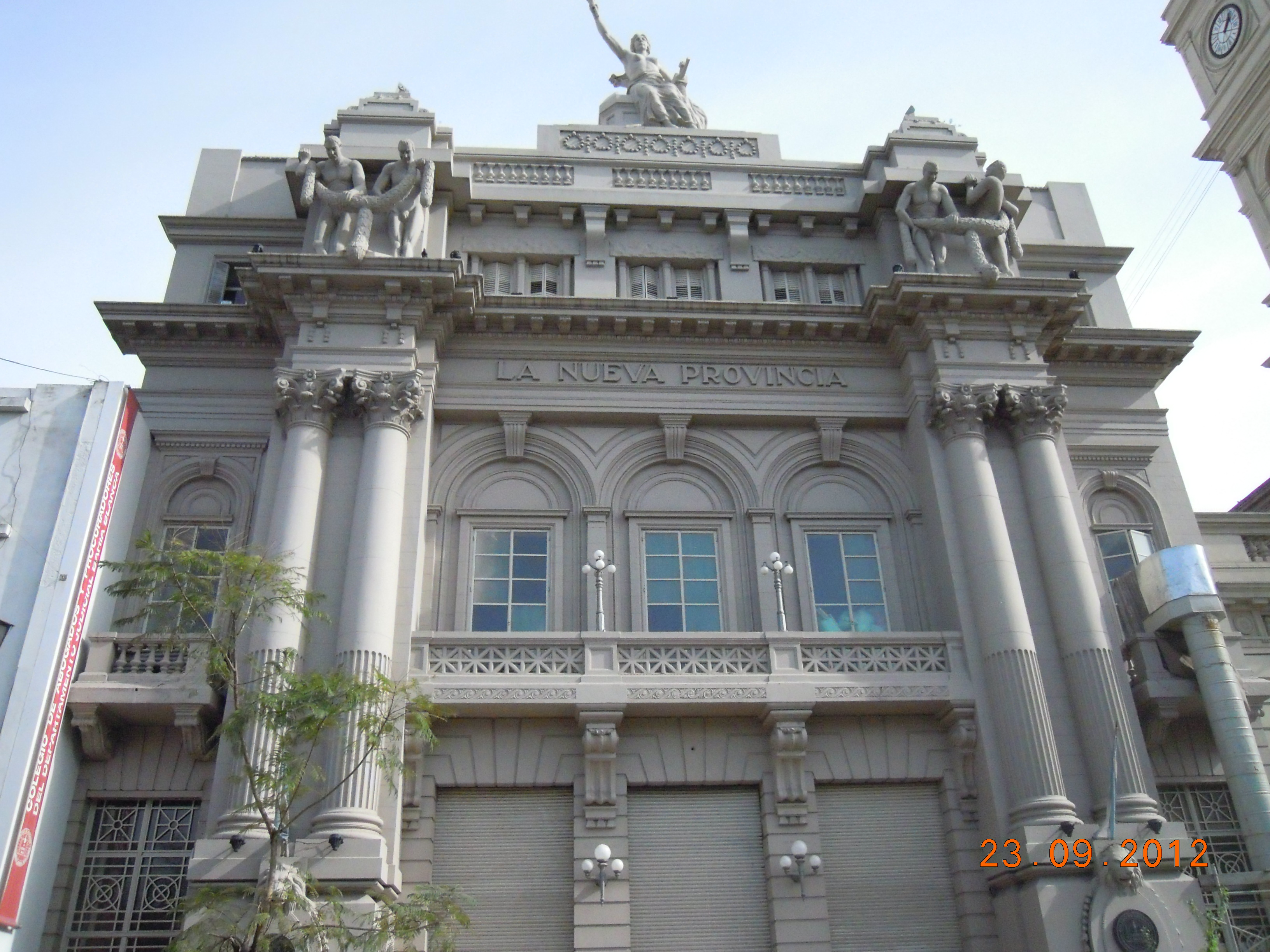
Ancien bâtiment du journal La Nueva Provincia (aujourd'hui, siège du Collegement d'Avocats).

Il y a un journal local régional, La Nueva Provincia, dont l'ancien siège est déjà cité, journaux scientifiques classés publiés régulièrement tels que Revista de la Asociación Médica De Bahía Blanca et les travaux de recherche économique du CREEBA (Centro Regional de Estudios Económicos Bahía Blanca-Argentina), qui sont aussi des publications locales dont la qualité et réputation sont bien connues et consultés par ceux qui s'occupent des affaires économiques et financières .
Pour faciliter l'édition des travaux scientifiques et matériaux d'étude aux chercheurs, professeurs et étudiants, l'Universidad del Sur a organisé un centre de publications local, EDIUNS, dont les éditions, tout en offrant des livres bon marché, sont mises à disposition des étudiants et du public.
Il y a aussi des bibliothèques publiques dont la plus connue et ancienne, appelée Bibliothèque Rivadavia, a une collection d'à peu près 160 000 livres qui sont offerts aux lecteurs de la même manière que des autres collections des journaux — uniques dans la région —, qu'on y peut trouver.

## Jumelages
Bahía Blanca est jumelée avec :
(classement alphabétique d'après la ville)
- Ashdod, Israël ;
- Cienfuegos, Cuba ;
- Chio, Grèce ;
- Christchurch, Nouvelle-Zélande ;
- Dalian, République populaire de Chine ;
- Fermo, Italie ;
- Jacksonville, États-Unis ;
- Piura, Pérou ;
- Reus, Espagne ;
- Talcahuano, Chili.

## Consulats étrangers
La ville est le siège de plusieurs consulats étrangers tels que l'Espagne, l'Italie et le Chili. Il y a également les Consuls Honorifiques de la France et des Pays-Bas.
Il y a des écoles locales de langue étrangère comme l'Asociacion Bahiense de Cultura Inglesa (anglais), l’Alliance Française (français), la Société Dante Alighieri (italien) et Goethe-Institut (allemand), tous privés bien qu'avec un groupe nombreux d'étudiants.

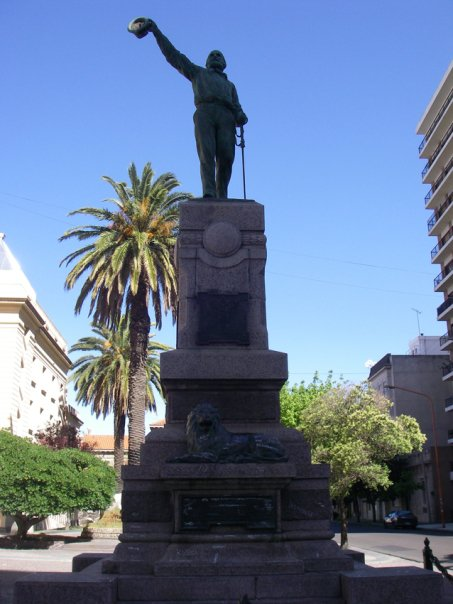
Monument à Giuseppe Garibaldi.
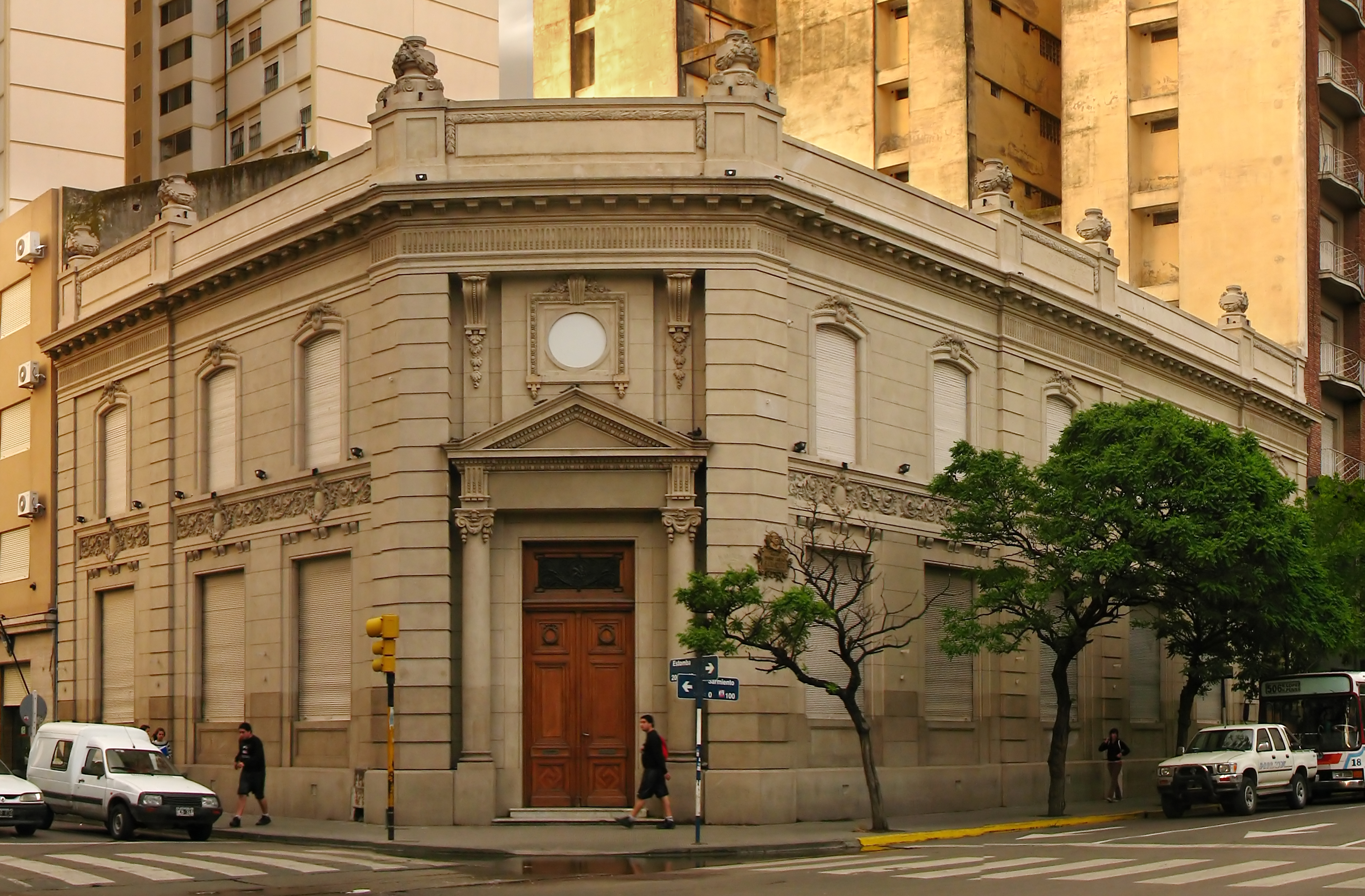
Conseil de la ville (Concejo Deliberante).
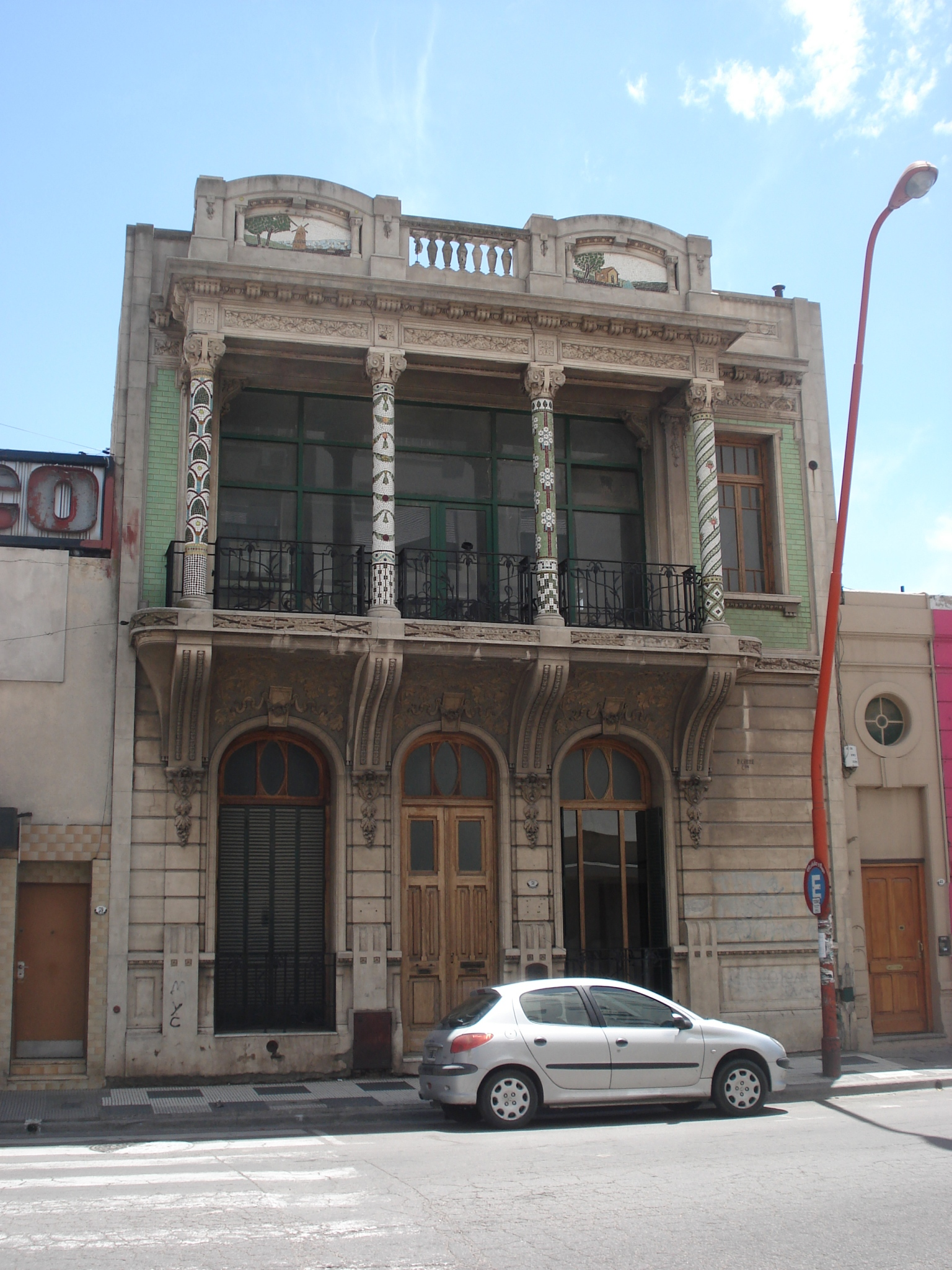
Casa Catalana, rue Rondeau.
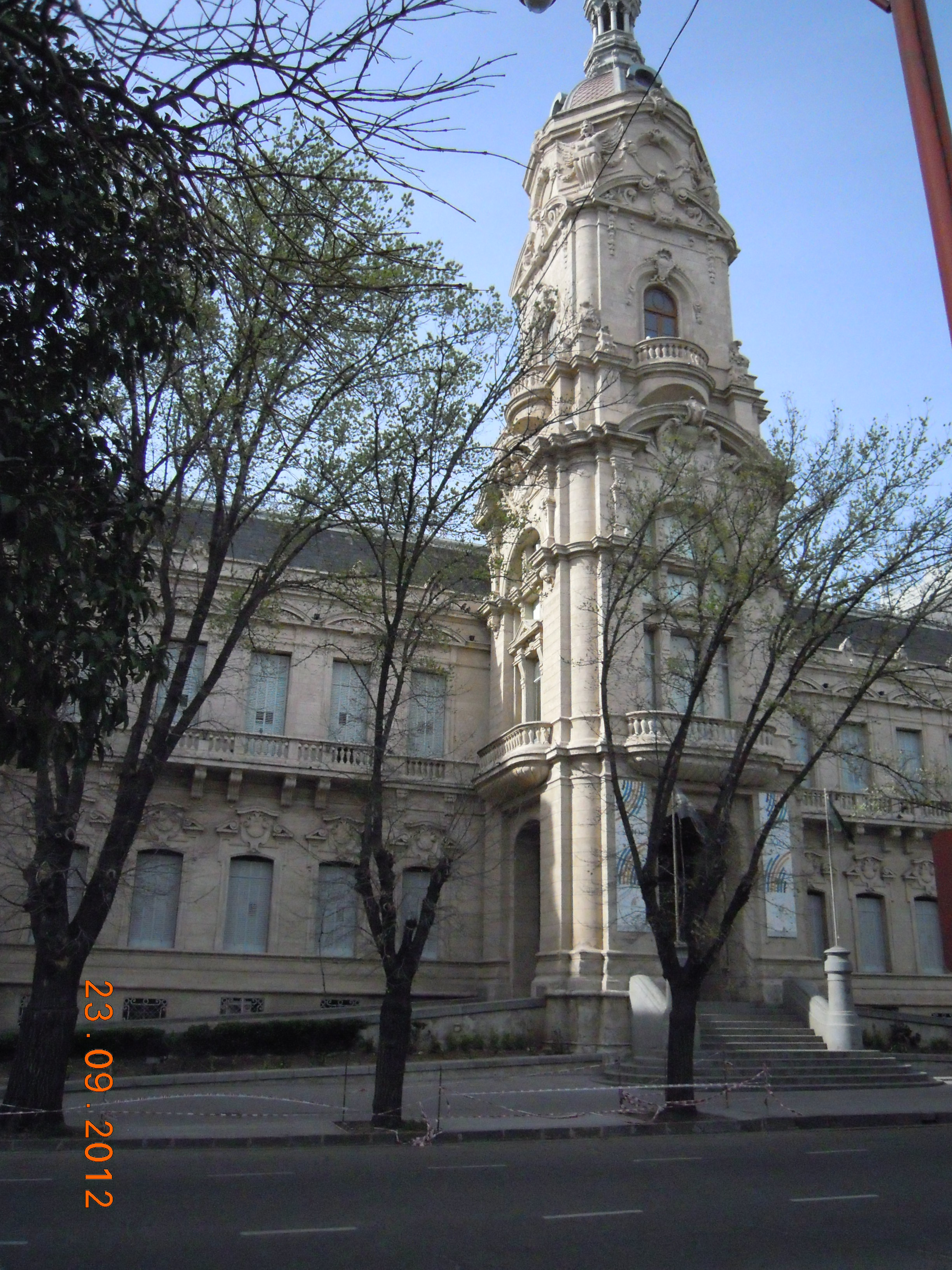
Municipalidad (Hôtel de ville).
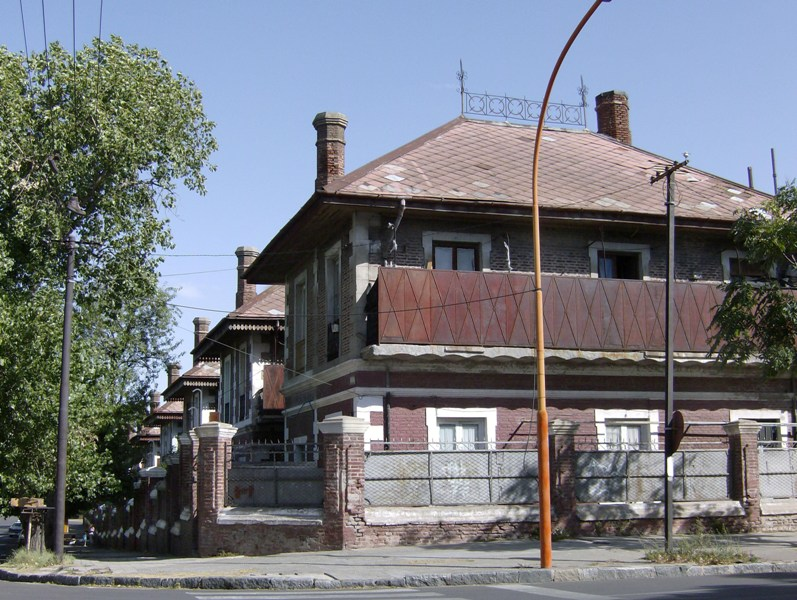
Barrio Inglés (« Quartier Anglais »).